# ليتسانو في بلفيردي
ليتسانو في بلفيردي (بالإيطالية: Lizzano in Belvedere)‏ هي بلدية في مقاطعة بولونيا في إقليم إميليا رومانيا الإيطالي.

## السكان
في سنة 1861 بلغ عدد السكان 3٬850 نسمة، وتطور العدد ليصل في سنة 2011 لـ 2٬309 نسمة.
يظهر هذا المخطط البياني تطور النمو السكاني لـ ليتسانو في بلفيردي